# Biella Challenger Indoor II 2021
Il Biella Challenger Indoor II 2021 è stato un torneo maschile di tennis giocato sul cemento indoor. È stata la 15ª edizione del torneo, facente parte della categoria Challenger 125 nell'ambito dell'ATP Challenger Tour 2021. Si è giocato al PalaPajetta di Biella, in Italia, dal 15 al 21 febbraio 2021. È stata la 2ª delle 7 edizioni del torneo previste per il 2021.

## Partecipanti

### Teste di serie
| Nazionalità   | Giocatore                   | Ranking* | Testa di serie |
| ------------- | --------------------------- | -------- | -------------- |
| Spagna        | Alejandro Davidovich Fokina | 54       | 1              |
| Stati Uniti   | Sebastian Korda             | 88       | 2              |
| Corea del Sud | Kwon Soon-woo               | 97       | 3              |
| Italia        | Andreas Seppi               | 108      | 4              |
| Polonia       | Kamil Majchrzak             | 109      | 5              |
| Francia       | Antoine Hoang               | 119      | 6              |
| Italia        | Lorenzo Musetti             | 122      | 7              |
| Russia        | Evgenij Donskoj             | 123      | 8              |

* Ranking all'8 febbraio 2021.

### Altri partecipanti
I seguenti giocatori hanno ricevuto una wild card per il tabellone principale:
- Stefano Napolitano
- Luca Nardi
- Giulio Zeppieri

Il seguente giocatore è entrato in tabellone come special exempt:
- Illja Marčenko

Il seguente giocatore è entrato in tabellone come alternate:
- Ernests Gulbis
- Lukáš Lacko

I seguenti giocatori sono passati dalle qualificazioni:
- Raul Brancaccio
- Blaž Kavčič
- Constant Lestienne
- Matteo Viola

## Punti e montepremi
| Torneo    | Torneo              | V      | F      | SF    | QF    | 2T    | 1T    | Q | Q2  | Q1  |
| Singolare | Punti               | 125    | 75     | 45    | 25    | 10    | 0     | 5 | 2   | 0   |
| Singolare | Premi in denaro (€) | 18 290 | 10 770 | 6 370 | 3 710 | 2 180 | 1 321 | – | 660 | 330 |
| Doppio    | Punti               | 125    | 75     | 45    | 25    | –     | 0     | – | –   | –   |
| Doppio    | Premi in denaro €)  | 7 870  | 4 570  | 2 740 | 1 630 | –     | 920   | – | –   | –   |

## Campioni

### Singolare
Kwon Soon-woo ha sconfitto in finale  Lorenzo Musetti con il punteggio di 6–2, 6–3.

### Doppio
Hugo Nys /  Tim Pütz hanno sconfitto in finale  Lloyd Glasspool /  Harri Heliövaara con il punteggio di 7–6(4), 6–3.